# Honoré Alexandre Haquin
Honoré Alexandre Haquin, né le 19 mai 1742 à Juilly et mort le 20 janvier 1821 à Paris, est un général de la Révolution française.

## Biographie
Il entre en service le 27 février 1759, dans la 1re brigade de la compagnie des gendarmes de la Reine, et après la paix de 1760 il se retire dans ses foyers. 
En 1771 il est attaché à la maison du Roi, et en 1780 il est secrétaire général du Conseil et garde des archives de l'École Royale militaire. Le 30 octobre 1789 il est nommé capitaine au 9e bataillon de la 5e division de la garde nationale de Paris, et en 1790 il est électeur et membre du conseil général de la commune de Paris. Il est promu commandant le 22 février 1791, et le 3 août 1791 il prend le commandement du 2e bataillon de Paris, destiné à la défense des frontières.
Le 20 juillet 1791, il est nommé lieutenant-colonel, et le 1er janvier 1792, il est nommé chef du 14e bataillon d'infanterie légère. Il fait les campagnes de 1792 en Champagne et en Belgique, il est aux batailles de Jemmapes le 6 novembre 1792, à la prise de Bruxelles à Tirlemont le 16 mars 1793, etc. Il est nommé adjudant-général chef de brigade par le général Dampierre le 14 avril 1793, et est employé comme chef d'état-major des trois divisions réunies sous Maubeuge, qui se joignirent aux armées des Ardennes et de la Moselle sous Charleroi pour former l'armée de Sambre-et-Meuse.
Le 15 juillet 1794, il est promu général de brigade par les représentants en mission Gaston et Laurent, employé comme major général de tranchées aux sièges du Quesnoy, de Valenciennes et de Condé. À la tête d'une division le 18 septembre 1794, il force le passage de l'Amblève et de la Roer, enlève plusieurs drapeaux, étendards et canons et fait de 600 à 700 prisonniers, lors de la Bataille de Sprimont. Le 28 décembre 1794 en récompense de ces exploits, il est nommé général de division, puis il rejoint l'Espagne en 1795, pour servir à l'armée des Pyrénées orientales, puis il passe à l'armée d'Italie et en 1799, il est à l'armée de Mayence.
Le 10 août 1800, il devient membre du conseil général de Versailles et président du conseil du 3e arrondissement de Seine-et-Oise, et député au Corps législatif. Il est admis à la retraite en 1811. 
Il est fait chevalier de la Légion d'honneur le 7 janvier 1814. En 1814, il vote la déchéance de l'Empereur et il se rallie à la Restauration, qui le fait chevalier de Saint-Louis, et le 2 novembre 1814, officier de la Légion d'honneur.
Il meurt à Paris le 20 janvier 1821.